# Coleccionismo

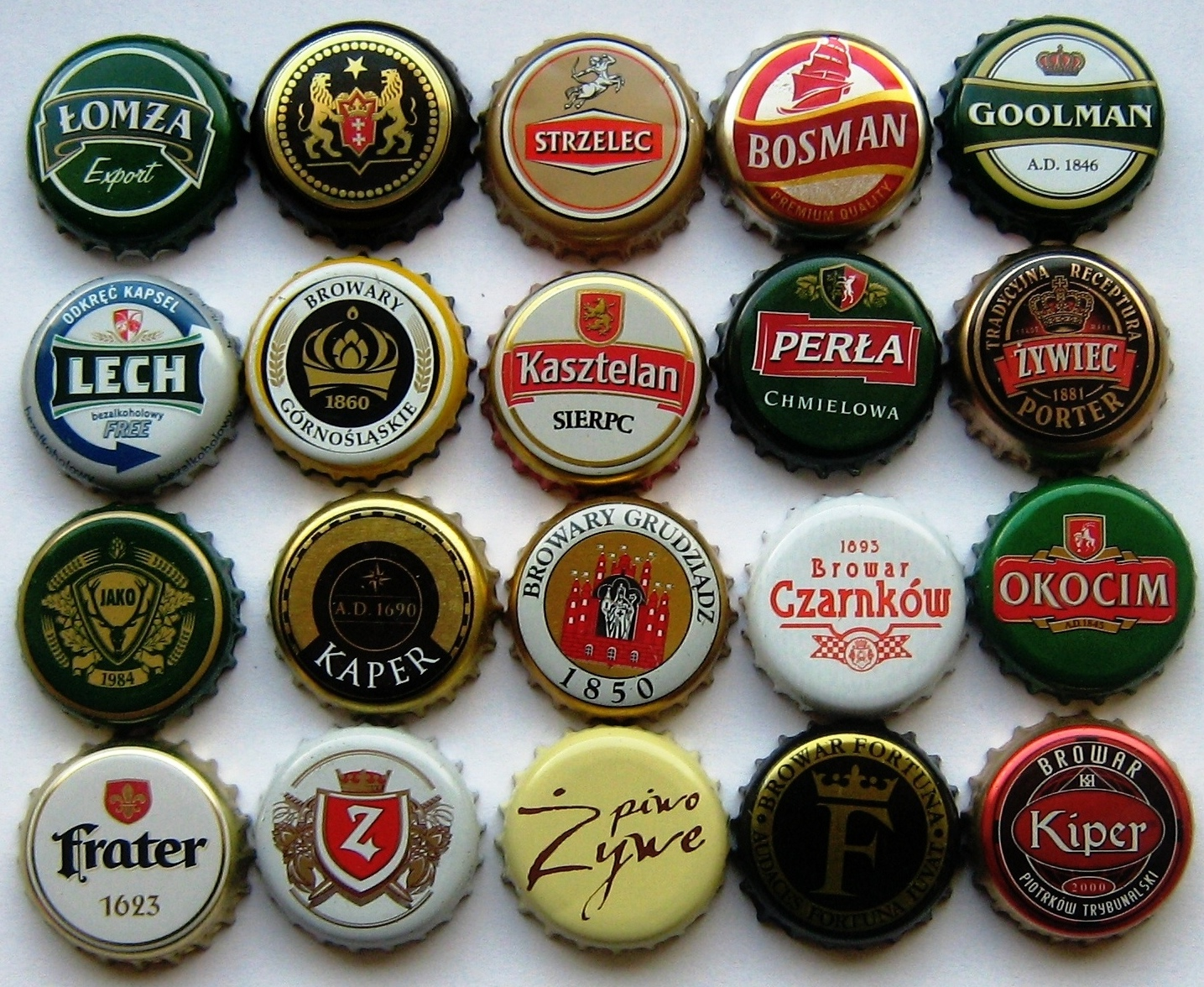
Coleccionismo de chapas

El coleccionismo es una forma de ocio o afición consistente en reunir, conservar y mostrar todo tipo de objetos, pero también perseguía un fin propagandístico, como el caso de la colección de libros realizada por los reyes Ptolomeos (véase Ptolomeo I) para su Museion, con el que deseaban sacudirse parte del complejo de inferioridad heleno ante la cultura egipcia, según Escolar (2001). También, de conocimiento: desde el tiempo de los asirios se conoce este tipo de coleccionismo, lo que actualmente se llamaría motivos científicos; por ejemplo, el intento de reunir en Nínive todas las tablillas o copias de las mismas existentes en el Imperio Asirio.
Es en la Edad Moderna cuando los reyes, la Iglesia y los nobles comienzan a desarrollar esta clase de ocio con el fin de reunir, rodearse y disfrutar de todo tipo de objetos, pero especialmente en aquellos ejemplares bellos, raros o valiosos del mundo natural, arqueológico, numismático, medallas u objetos de uso cotidiano, dándoles un fin para el que nunca fueron concebidos.

## Historia del coleccionismo

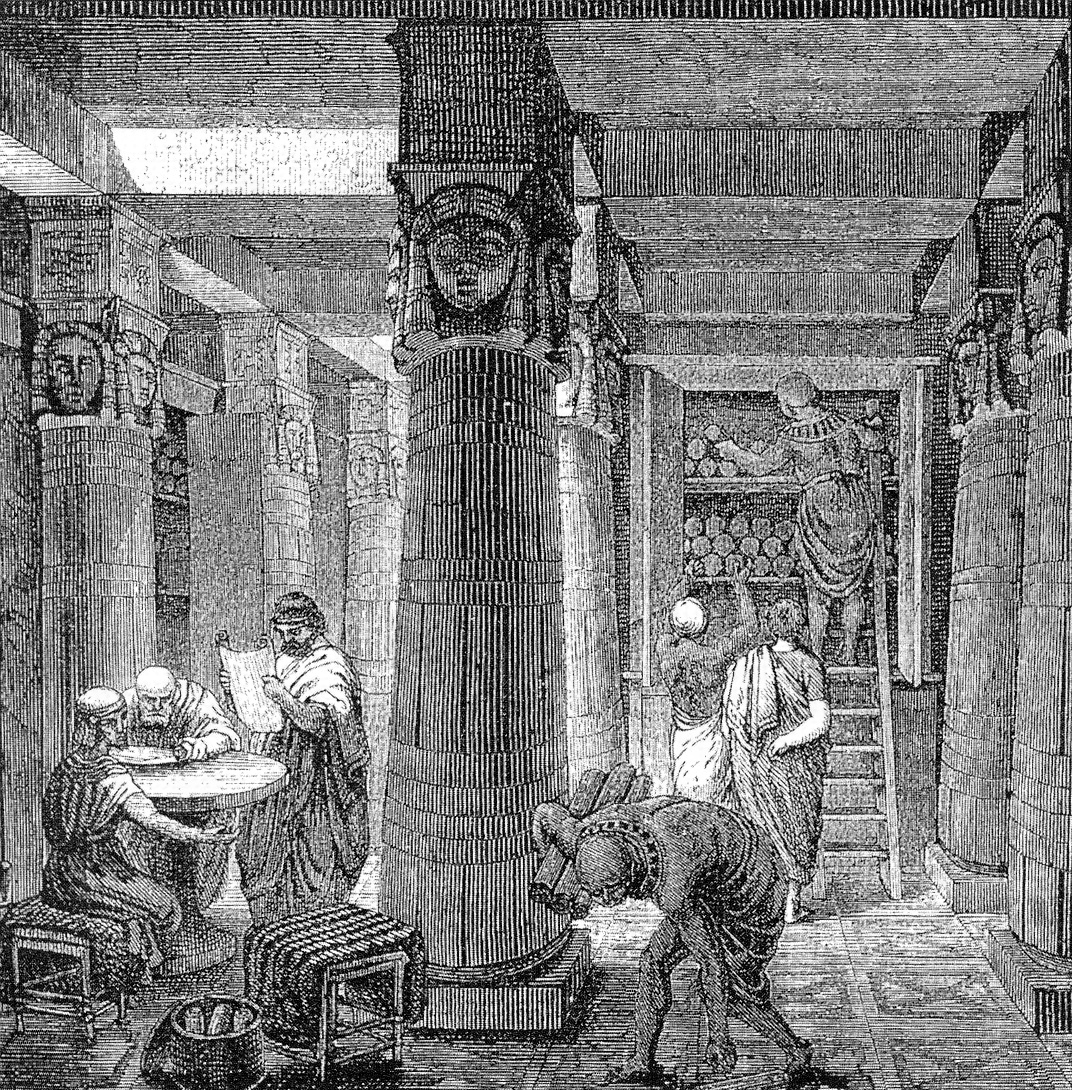
Recreación de la Biblioteca de Alejandría. El coleccionismo de libros es tenido por el primero de todos.

Probablemente el primer coleccionismo nació con la invención de la escritura y la fijación del conocimiento. El primer registros que se tiene de un deseo de reunir objetos, en aquel caso tablillas de barro, lo realizó el rey asirio Asurbanipal cuando ordenó reunir en su palacio todas las tablillas grabadas con textos existentes en su imperio. Pero este esfuerzo no fue continuado por los imperios que sucedieron a los asirios. Los medos conquistaron Nínive y arrasaron la ciudad con el palacio, la biblioteca y los colección de tablillas, pero por estar hechas en barro la mayoría soportó las llamas. En el siglo VI a. C. los persas tampoco tuvieron afán de coleccionar textos escritos, poseían archivos con un fin práctico, pero no un intento de reunir todos los títulos posibles.
Unos dos siglos después, filósofos como Platón en su Academia o Aristóteles en su Liceo reunieron colecciones de libros para mejorar sus enseñanzas (Escolar, 2001). Sin embargo, fueron los reyes helenísticos los que crearon las bibliotecas más grandes de su tiempo. En principio perseguían el mismo fin que los asirios, reunir el conocimiento, mucho más teniendo en cuenta que aquellos macedónicos debían gobernar en territorios desconocidos para ellos, con religiones, lenguas y pueblos muy diferentes a los suyos y poseer colecciones de libros con información útil para saber gobernar aquellos nuevos reinos.
Es durante el siglo XVI cuando se amplía el ámbito del coleccionismo a todo tipo de objetos bellos, raros y valiosos. Son los reyes, la Iglesia y los nobles quienes realizan esta labor, incluso compitiendo por la obtención de piezas extremadamente raras o magníficamente conservadas. Pero con la caída del Antiguo Régimen, la llegada de la burguesía y la decadencia de las antiguas aristocracias cuando esas colecciones son compradas o donadas a los estados. De estas colecciones privadas nacerán muchos de los museos actuales como El Prado, Louvre, el Ermitage o los Vaticanos.

## Tipos de colección

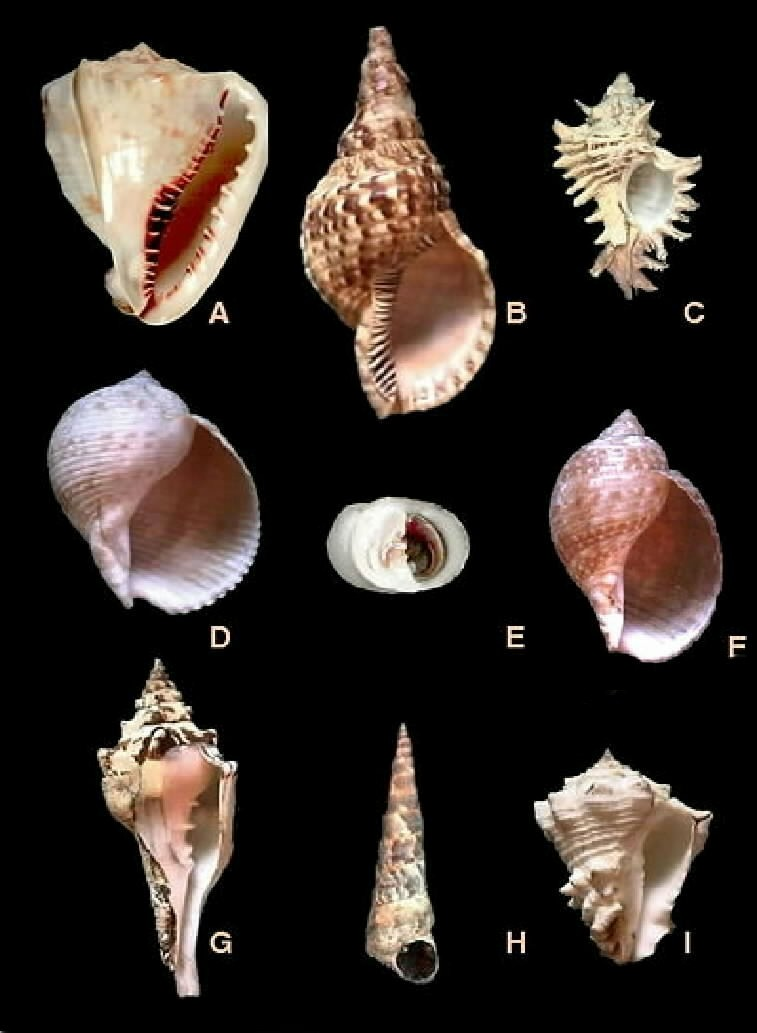
Conquiliología

El coleccionismo puede ser muy variado, pero hay algunos temas muy populares que han creado un mercado propio en el que se compran, venden e intercambian objetos de la colección.
Algunos tipos de coleccionismo:
- Bibliofilia: coleccionismo de libros.
- Calendofilia: coleccionismo de calendarios de bolsillo.
- Cartofilia o deltiología: coleccionismo de postales.
- Cervisiafilia: coleccionismo de todo lo relacionado con la cerveza.
- Conquiliología: coleccionismo de conchas de moluscos.
- Escripofiliaː coleccionismo de acciones y bonos antiguos.
- Filatelia: coleccionismo de sellos, sobres y otros documentos postales.
- Hemerofilia: coleccionismo de recortes de periódicos u otras publicaciones impresas.
- Filumenia: coleccionismo de cajas de fósforos (cerillas).
- Glucofilia o glucosbalaitonfilia: coleccionismo de sobres de azúcar.
- Loterofilia: coleccionismo de décimos y series de lotería nacional.
- Muñecofilia: coleccionismo de muñecas.
- Notafilia: coleccionismo de billetes.

- Numismática: coleccionismo de monedas.
- Placomusofilia: coleccionismo de placas de cava.
- Ululofilia: coleccionismo de figurillas de lechuzas y búhos.
- Vitolfilia: coleccionismo de anillas de puros.
- Agustidofilia: coleccionismo de llaveros de lugares

Sin un nombre específico y ordenados alfabéticamente:
- Coleccionismo de acciones bancarias
- Coleccionismo de boletos de diferentes tipos de sistemas de transporte (autobús, tren, tranvía, metro, metrobús, trolebús)
- Coleccionismo de antigüedades
- Coleccionismo de armas (de fuego, blancas, defensivas, no letales, etcétera)

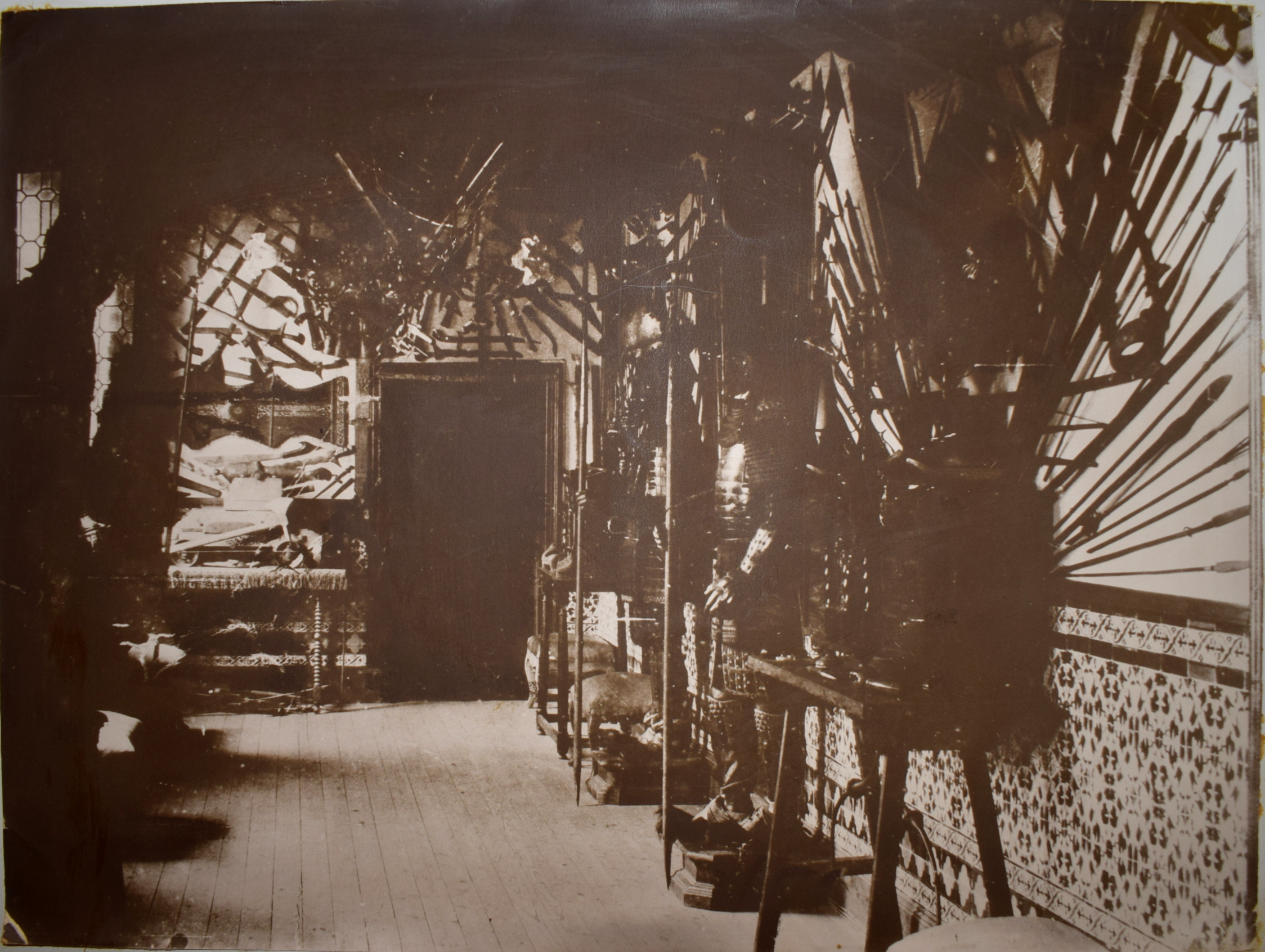
Coleccionismo de armas, en el palacio del Marqués de Benavites.

- Coleccionismo de arte (pintura, grabado, escultura, fotografía, etcétera)
- Coleccionismo de artículos promocionales (por ejemplo, figuras navideñas de Coca-Cola o cilindros de Pepsi)
- Coleccionismo de autógrafos
- Coleccionismo de autos a escala
- Coleccionismo de barajas de naipes
- Coleccionismo de boletas electorales
- Coleccionismo de bolígrafos y lápices publicitarios
- Coleccionismo de botellas (con o sin licor)
- Coleccionismo de cajas de pájaro cantor autómata
- Coleccionismo de calculadoras
- Coleccionismo de cámaras fotográficas
- Coleccionismo de camisetas deportivas (por ejemplo, de fútbol, baloncesto, hockey sobre hielo o rugby)
- Coleccionismo de cartas coleccionables
- Coleccionismo de controles remotos
- Coleccionismo de corchos de vino
- Coleccionismo de cromos
- Coleccionismo de periódicos, revistas u otras publicaciones impresas
- Coleccionismo de dedales
- Coleccionismo de diplomas
- Coleccionismo de discos de vinilo
- Coleccionismo de dominós
- Coleccionismo de Edificios Souvenir
- Coleccionismo de encendedores de gas o de mecha
- Coleccionismo de envases para medicina
- Coleccionismo de espejos
- Coleccionismo de etiquetas de bebidas alcohólicas
- Coleccionismo de fotografías
- Coleccionismo de gorras
- Coleccionismo de historietas
- Coleccionismo de imanes para refrigerador
- Coleccionismo de juguetes
- Coleccionismo de latas de refresco o de cerveza
- Coleccionismo de llaveros
- Coleccionismo de mapas
- Coleccionismo de marcapáginas (separadores)
- Coleccionismo de militaria
- Coleccionismo de minerales
- Coleccionismo de miniaturas
- Coleccionismo de miniaturas de licor
- Coleccionismo de miniaturas de metal (por ejemplo, soldados de plomo)
- Coleccionismo de mochilas
- Coleccionismo de soldados de plástico
- Coleccionismo de objetos de la minería (focos, autorrescatadores, metanómetros, mascarillas, figuras decorativas)
- Coleccionismo de parches de escultismo
- Coleccionismo de pegatinas
- Coleccionismo de películas
- Coleccionismo de perfumes
- Coleccionismo de chapitas (pins)
- Coleccionismo de placas y carteles de compañías
- Coleccionismo de platos decorativos
- Coleccionismo de prop replicas
- Coleccionismo de posavasos
- Coleccionismo de radios antiguos
- Coleccionismo de relojes
- coleccionismo de series de televisión
- coleccionismo de stickers y calcomanías
- Coleccionismo de tapones corona
- Coleccionismo de tarjetas telefónicas
- Coleccionismo de tazas (por ejemplo, de café o de porcelana china).
- coleccionismo de tazos
- Coleccionismo de teléfonos
- Coleccionismo de trofeos
- Coleccionismo de vasos o jarras con decoraciones de cervezas o de refrescos
- Coleccionismo de vehículos (coches, motos, bicicletas)
- Coleccionismo de videojuegos o videoconsolas
- Coleccionismo de zapatos